# Conza della Campania
Conza della Campania är en stad och kommun i provinsen Avellino, i regionen Kampanien i södra Italien. Kommunen hade 1 329 invånare (2017) och gränsar till kommunerna Andretta, Cairano, Caposele, Castelnuovo di Conza, Morra De Sanctis, Pescopagano, Sant'Andrea di Conza samt Teora.
Staden kallades tidigare Compsa och var en av hirpinernas städer. Staden erövrades förmodligen av Sulla 89 f.Kr. och Titus Annius Milo dog här 48 f.Kr. Under kejsartiden var staden en municipium, men låg långt från alla allfartsvägar.
Conza della Campania var epicenter för den stora jordbävningen i Kampanien 1980.